# Svensbyn
Svensbyn een stadje (tätort) binnen de Zweedse gemeente Piteå. Het stadje ligt aan de monding van de Svensbyån, die hier de Svensbyfjärd instroomt.Svensby kreeg haar naam ergens in de 13e eeuw; het lag op de scheidslijn tussen de plaatsen waar de Zweden woonden tegenover de plaatsen (zuidelijk) waar de Saami in de meerderheid waren (noordelijk).

## Verkeer en vervoer
Bij de plaats loopt de Länsväg 373.
Bestuurscentrum: Piteå
Tätort: Bergsviken · Blåsmark · Böle · Hemmingsmark · Hortlax · Jävre · Lillpite · Norrfjärden · Roknäs · Rosvik · Sikfors · Sjulsmark · Svensbyn. 
Småort: Arnemark · Bertnäs · Bertnäs · Edet  · Grundvik · Holmträsk · Koler · Kopparnäs · Långträsk · Maran en Skatan · Näsudden en Berget · Nybyn · Ön · Pålberget · Pite havsbad · Storsund · Svedjan en Träsket · Liden · (Yttrefjärd östra strandbad)
Overig: Borgfors · Flötuträsk · Granträskmark · Gråträsk · Högsböle · Högsböleskiftet · (Infjärden) · Jävrebodarna · Klubbfors · Kvarnbäcken · Långnäs · Munksund · Pitsund · Sjulnäs